# Dennaton Games
Dennaton Games — незалежна шведська компанія-розробник інді-відеоігор. Офіс компанії знаходиться у місті Гетеборг.
В студії працюють двоє людей, які одночасно є засновниками компанії: художник Денніс Ведін та програміст Юнатан Сьодерстрьом.

## Історія
Юнатан Сьодерстрьом раніше розробив багато відеоігор на платформі Game Maker: Studio, однак для нього це було, скоріше, хобі. Він хотів заробляти гроші на цьому і тому вирішив створити більш масштабний проект. Юнатан зв'язався зі своїм другом, художником Деннісом Ведіном, і разом вони заснували Dennaton Games, після чого почали розвивати ігрову серію Hotline Miami.

## Цікаві факти
- Назва компанії — трішки видозмінене поєднання імен засновників (Dennis і Jonatan).

## Ігри компанії
| Назва                         | Рік  | Жанр               | Платформа                                                  |
| ----------------------------- | ---- | ------------------ | ---------------------------------------------------------- |
| Hotline Miami                 | 2012 | Екшн, Shoot 'em up | Microsoft Windows, OS X, Linux, PS3, PS4, PS Vita, Android |
| Hotline Miami 2: Wrong Number | 2015 | Екшн, Shoot 'em up | Microsoft Windows, OS X, Linux, PS3, PS4, PS Vita, Android |